# 萨拉·埃格斯维克
萨拉·克里斯蒂娜·班坦·埃格斯维克（英語：Sara Kristine Bantan Eggesvik；1997年4月29日—），菲律宾和挪威女子足球运动员，司职中场，目前效力于西部联足球俱乐部和菲律宾国家女子足球队。她曾代表菲律宾参加2023年国际足联女子世界杯。